# Операция «Корыто» (Никарагуа)
Операция WASHTUB (англ. Operation WASHTUB) — секретная операция ЦРУ, предпринятая с целью обосновать связи гватемальского президента Хакобо Арбенса с СССР и оправдать военный переворот в Гватемале. Включала в себя размещение партии фальшивого советского оружия на территории Никарагуа.
19 февраля 1954 года агенты ЦРУ через Национальную гвардию Никарагуа оборудовали тайник с оружием советского производства на побережье Никарагуа недалеко от деревни Масачапа, который через несколько недель был «обнаружен» местными рыбаками и лейтенантом никарагуанской армии Рафаэлем Лолой нанятыми президентом Никарагуа Анастасио Сомосой Гарсией. ЦРУ также хотело избавиться от оружия, которое должно было быть использовано Карлосом Кастильо Армасом и следовательно было инкриминирующим ЦРУ. После этого 7 мая 1954 года президент Никарагуа Анастасио Сомоса выступил на пресс-конференции перед журналистами с заявлением, что у побережья Никарагуа была сфотографирована советская подводная лодка. Тем не менее, ни отпечатков ни негативов ни фотоснимков «советской подводной лодки» представлено не было. Эта история представленная прессе, была украшена участием гватемальских отрядов убийц. Сомоса должен был убедить общественность что оружие предназначалось для Гватемалы. Пресса и общественность были скептически настроены, и история не получила большого освещения в прессе. Однако эта история стала частью местных легенд Никарагуа вплоть до революции 1979 года. 
15 мая 1954 года на пресс-конференции с участием иностранных журналистов представитель госдепартамента США обвинил правительство Гватемалы в тайных поставках оружия в соседние страны.